# 한국계측제어기술교육연구센터
한국계측제어기술교육연구센터는 사회일반의 이익에 공여하기 위하여 계측제어 기술자 양성을 목적으로 1997년 12월 12일 설립허가된 대한민국 과학기술정보통신부 소관의 재단법인이다. 사무실은 경기도 안산시 단원구 고잔동 710-2에 있다.